# Maria Lidwina Dulliker
Maria Lidwina Dulliker (* 21. August 1608 in Luzern; heimatberechtigt ebenda; † 11. Januar 1674 in Eschenbach) war eine Schweizer Zisterzienserin und Äbtissin.

## Leben
Maria Lidwina Dulliker war die Tochter des Luzerner Kleinrats Moritz Dulliker und der Beatrix Segesser. Ihre Schwester Anna Maria wurde Priorin und ihr Bruder Ulrich war als Schultheiss und Tagsatzungsgesandter eine der führenden Persönlichkeiten Luzerns. Sie trat in das Zisterzienserinnenkloster Eschenbach ein und legte 1624 ihre Profess ab. Dulliker wurde 1647 zur Äbtissin gewählt.
Während Dullikers Amtszeit erreichte der zwanzig Jahre andauernde sogenannte «Beichtigerhandel» seinen Höhepunkt und Abschluss. Dabei ging es um die Frage ging, welche Beichtväter für das Kloster zuständig waren. Ihr Bruder Ulrich unterstützte sie in dieser Angelegenheit. Die Bemühungen waren vergeblich und die Abtei wurde aus dem Zisterzienserorden herausgelöst und direkt dem Heiligen Stuhl unterstellt.
Dulliker erwarb 1652 Reliquien der heiligen Symphorosa. Vier Jahre später gelobte sie Wegen des Bauernkrieges die jährliche Wallfahrt des Konvents nach Einsiedeln. Die St.-Katharinenkapelle mit dem Grab des Klostergründers liess sie nahe der Reuss erbauen.

## Belege
1. 1 2 3  Anton Kottmann: Maria Lidwina Dulliker. In: Historisches Lexikon der Schweiz.  21. Juli 2004, abgerufen am 8. März 2025.

| Personendaten    | Personendaten                          |
| ---------------- | -------------------------------------- |
| NAME             | Dulliker, Maria Lidwina                |
| ALTERNATIVNAMEN  | Dulliker, Magdalena (Geburtsname)      |
| KURZBESCHREIBUNG | Schweizer Zisterzienserin und Äbtissin |
| GEBURTSDATUM     | 21. August 1608                        |
| GEBURTSORT       | Luzern                                 |
| STERBEDATUM      | 11. Januar 1674                        |
| STERBEORT        | Eschenbach                             |